# Chad Billins
Chad Billins (* 26. Mai 1989 in Marysville, Michigan) ist ein US-amerikanischer Eishockeyspieler, der zuletzt bis zum Ende der Saison 2023/24 bei Brynäs IF aus der zweitklassigen HockeyAllsvenskan unter Vertrag gestanden hat. Von zehn Einsätzen für die Calgary Flames abgesehen konnte sich der Verteidiger in der National Hockey League nicht etablieren und verbrachte seine bisherige Karriere daher in Minor Leagues und in Europa. Zudem war er Teil des Team USA bei den Olympischen Winterspielen 2018.

## Karriere

### Jugend und College
Chad Billins spielte in seiner Jugend für das Nachwuchsprogramm der Little Caesars in seiner Heimat Michigan. 2006 wechselte er zu den Alpena IceDiggers in die North American Hockey League (NAHL), die zweithöchste Juniorenliga des Landes. Nach einer Spielzeit dort stieg er in die ranghöhere United States Hockey League (USHL) auf, indem er sich den Waterloo Black Hawks anschloss. Anschließend schrieb sich der Verteidiger an der Ferris State University ein und lief fortan für deren Eishockey-Team, die Ferris State Bulldogs, in der Central Collegiate Hockey Association (CCHA) im Spielbetrieb der National Collegiate Athletic Association (NCAA) auf. An der Ferris State University spielte Billins unauffällig, steigerte seine persönliche Statistik allerdings in der Spielzeit 2011/12 deutlich auf 29 Scorerpunkte in 43 Spielen, sodass er ins CCHA First All-Star Team berufen wurde.

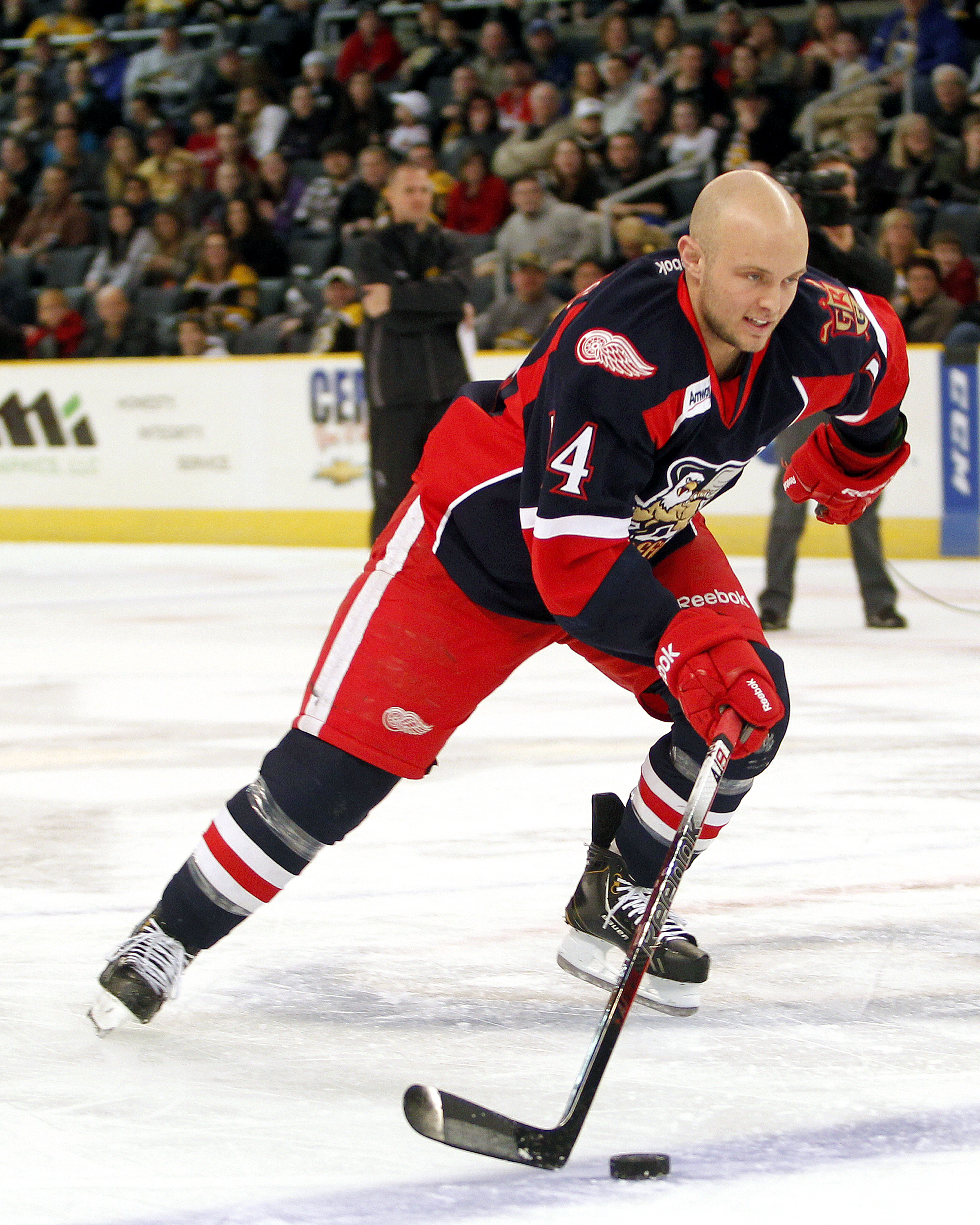
Billins beim AHL All-Star Classic 2013

### Profibereich
Dennoch wurde Billins in keinem NHL Entry Draft berücksichtigt, sodass er sich als Free Agent im Juli 2012 den Grand Rapids Griffins aus der zweitklassigen American Hockey League (AHL) anschloss. In seinem ersten Profijahr überzeugte der Abwehrspieler mit 37 Punkten aus 76 Spielen, wurde daraufhin zum AHL All-Star Classic berufen und gewann mit den Griffins am Ende der Saison prompt die Playoffs um den Calder Cup. Dies nahmen die Calgary Flames aus der National Hockey League (NHL) zum Anlass, den US-Amerikaner im Juli 2013 mit einem Einjahresvertrag auszustatten. Erwartungsgemäß kam er in deren Organisation hauptsächlich beim Farmteam, den Abbotsford Heat, in der AHL zum Einsatz, debütierte allerdings im November 2013 in der NHL und absolvierte im Laufe der Spielzeit zehn Partien für die Flames. Trotz seiner 41 Scorerpunkte und einer weiteren Teilnahme am AHL All-Star Classic wurde sein auslaufender Vertrag in Calgary nicht verlängert, sodass Billins Nordamerika erstmals verließ und sich dem HK ZSKA Moskau aus der Kontinentalen Hockey-Liga (KHL) anschloss.
Sein Vertrag in Moskau wurde jedoch noch vor dem Jahresende aufgelöst, sodass Billins im Dezember 2014 zu Luleå HF in die Svenska Hockeyligan (SHL) wechselte. Innerhalb der SHL wurde der Verteidiger im Sommer 2015 vom Linköping HC verpflichtet, in dessen Trikot er die gesamte Liga in der Plus/Minus-Statistik (+27; gemeinsam mit Robert Rosén) anführte. In der Folge kehrte Billins im Juli 2016 nach Nordamerika zurück, indem er einen Einjahresvertrag bei den Vancouver Canucks in der NHL unterzeichnete. Die Canucks setzten ihn allerdings ausschließlich in der AHL bei den Utica Comets ein, sodass er nach einem Jahr zum Linköping HC zurückkehrte und dort erneut einen Einjahresvertrag unterschrieb.
Zwischen Mai 2019 und Dezember 2020 stand Billins dann bei den Adler Mannheim aus der Deutschen Eishockey Liga (DEL) unter Vertrag, ehe er in die SHL zu Brynäs IF zurückkehrte. Dort war er bis zum Saisonende aktiv. Anschließend wechselte der US-Amerikaner innerhalb Schwedens zu HV71 in die zweitklassige Allsvenskan. Mit dem Klub gelang im Frühjahr 2022 der Wiederaufstieg in die SHL. Nach einem weiteren Jahr bei HV71 wechselte Billins wieder in die Allsvenskan, wo Brynäs IF mittlerweile spielte. Auch dort gelang ihm im Jahr 2024 der Gewinn der Meisterschaft und die Rückkehr in die schwedische Eliteklasse. Dennoch verließ er den Klub in Folge des Aufstiegs.

### International
Erste internationale Erfahrungen sammelte Billins beim Deutschland Cup 2015, bei dem er mit der Nationalmannschaft der USA die Silbermedaille gewann. Nach einer weiteren Teilnahme an diesem Wettbewerb im November 2017 wurde knapp einen Monat später bekanntgegeben, dass der Verteidiger für das Aufgebot des Team USA bei den Olympischen Winterspielen 2018 nominiert wurde. Dabei profitierte er von der Entscheidung der National Hockey League, die Saison für diese Olympiade nicht zu unterbrechen und ihre Spieler somit für eine Teilnahme zu sperren. In Pyeongchang belegte er mit der Mannschaft anschließend den siebten Platz.

## Erfolge und Auszeichnungen
| - 2012 CCHA First All-Star Team - 2013 Teilnahme am AHL All-Star Classic - 2013 Calder-Cup-Gewinn mit den Grand Rapids Griffins | - 2014 Teilnahme am AHL All-Star Classic - 2022 Meister der Allsvenskan und Aufstieg in die Svenska Hockeyligan mit dem HV71 - 2024 Meister der Allsvenskan und Aufstieg in die Svenska Hockeyligan mit Brynäs IF |

## Karrierestatistik
Stand: Ende der Saison 2023/24

### International
Vertrat die USA bei:
- Olympischen Winterspielen 2018

(Legende zur Spielerstatistik: Sp oder GP = absolvierte Spiele; T oder G = erzielte Tore; V oder A = erzielte Assists; Pkt oder Pts = erzielte Scorerpunkte; SM oder PIM = erhaltene Strafminuten; +/− = Plus/Minus-Bilanz; PP = erzielte Überzahltore; SH = erzielte Unterzahltore; GW = erzielte Siegtore; 1 Play-downs/Relegation; Kursiv: Statistik nicht vollständig)